# Buistandigen
De buistandigen (Tubulidentata) is een orde uit de klasse der zoogdieren (Mammalia), met één familie, Orycteropodidae, waartoe alle soorten uit de orde behoren. De enige nog levende soort is het aardvarken (Orycteropus afer), een middelgroot insectenetend dier dat in het grootste deel van Afrika voorkomt. 
Buistandigen danken hun naam aan de bouw van de tanden. De tanden bestaan uit dicht op elkaar staande buisjes van dentine, gevuld met pulpa en bij elkaar gehouden door tandcement. Ze zijn niet bedekt met tandglazuur.
Fossiele soorten zijn bekend uit Afrika (waar de orde waarschijnlijk ontstond), Europa en Azië. Myorycteropus uit het Vroeg-Mioceen (circa 20 miljoen jaar geleden) van Kenia is het oudst bekende aardvarken. Het uitgestorven geslacht Plesiorycteropus uit Madagaskar wordt soms tot deze orde gerekend, maar wordt meestal in een eigen orde geplaatst, Bibymalagasia. De buistandigen worden, samen met onder andere de olifanten, zeekoeien, klipdassen, olifantsspitsmuizen, tenreks en goudmollen, gerekend tot de Afrotheria. Traditioneel worden ze als verwanten van de hoefdieren gezien.

## Taxonomie
- Tubulidentata (Buistandigen)
  -  Orycteropodidae (Aardvarkens)
    -  † Archaeorycteropus (Oligoceen van Europa)
    -  † Leptorycteropus (Laat-Mioceen van Oost-Afrika)
      -   † Leptorycteropus guilielmi

    -  † Myorycteropus (Vroeg-Mioceen van Afrika)
      -   † Myorycteropus africanus

    - Orycteropus (Midden-Mioceen tot heden in Afrika, Midden-Mioceen tot Laat-Plioceen in Azië, Laat-Mioceen en Plioceen van Europa)
      -  † Orycteropus abundulafus
      - Aardvarken (Orycteropus afer)
      -  † Orycteropus browni
      -  † Orycteropus chemeldoi
      -  † Orycteropus crassidens
      -  † Orycteropus depereti
      -  † Orycteropus gaudryi
      -  † Orycteropus mauritanicus
      -  † Orycteropus minutus
      -  † Orycteropus pilgrimi
      -   † Orycteropus pottieri

    -   † Palaeorycteropus (Oligoceen van Europa)

Cloacadieren · Opossums · Paucituberculata · Microbiotheria · Roofbuideldieren · Buideldassen · Buidelmollen · Klimbuideldieren · Tenreks en goudmollen · Springspitsmuizen · Buistandigen · Klipdasachtigen · Slurfdieren · Zeekoeien · Luiaards en miereneters · Gordeldierachtigen · Insecteneters · Vleermuizen · Schubdierachtigen · Roofdieren · Onevenhoevigen · Evenhoevigen · Walvissen · Knaagdieren · Haasachtigen · Huidvliegers · Toepaja's · Primaten